# Темиргое
Темиргое (кум. Темиркъую) — село в Кумторкалинском районе Дагестана.
Образует муниципальное образование село Темиргое со статусом сельского поселения как единственный населённый пункт в его составе.

## Географическое положение
Расположено в 33 км к северо-западу от города Махачкала, на железнодорожной ветке Северо-Кавказской железной дороги.

## Население
| 1926  | 1939  | 1970  | 1989  | 2002  | 2010  | 2012  |
| ----- | ----- | ----- | ----- | ----- | ----- | ----- |
| 83    | ↗152  | ↗595  | ↗983  | ↗1510 | ↗1916 | ↘1914 |
| 2013  | 2014  | 2015  | 2016  | 2017  | 2018  | 2019  |
| ↘1906 | ↘1900 | ↘1899 | ↗1937 | ↘1936 | ↗1950 | ↗1955 |
| 2020  | 2021  | 2023  | 2024  | 2025  |       |       |
| ↗1963 | ↗2061 | ↗2089 | ↗2103 | ↗2125 |       |       |

Национальный состав
По данным Всероссийской переписи населения 2021 года:	
| №        | Национальность | Численность, чел. | Доля    |
| -------- | -------------- | ----------------- | ------- |
| 1        | аварцы         | 1 554             | 75,40 % |
| 2        | кумыки         | 430               | 20,86%  |
| 2.000001 | не указавшие   | 4                 | 0,19 %  |
| 2.000002 | прочие         | 73                | 3,54 %  |
| 2.000003 | всего          | 2 061             | 100 %   |

## История
Село образовано на месте станции Темиргое Владикавказской железной дороги. В 1919 году возле станции белогвардейцами были расстреляны участники дагестанского большевистского подполья во главе с Уллубием Буйнакским.